# Consell escolar de centre
Un consell escolar és l'òrgan de participació dels diferents sectors de la comunitat educativa en el govern dels centres. El formen els representants de tota la comunitat educativa, és a dir, direcció, professors, alumnes, famílies, personal d'administració i serveis, representant de l'administració local i altres persones que el mateix consell consideri necessàries. Depenent de si el centre és públic o privat concertat, la composició del consell escolar també pot variar.

## Funcions
La funció principal del consell escolar és participar en la presa de decisions en relació amb aquells temes importants per al funcionament i l'organització del centre: el projecte educatiu, la programació general, la gestió econòmica, la resolució dels conflictes, les activitats extraescolars i l'horari lectiu, entre d'altres. El consell escolar de cada centre ha de designar un dels membres com a responsable per impulsar les mesures educatives de foment de la igualtat real i efectiva entre homes i dones. A Catalunya, segons la Llei d'educació li corresponen les següents funcions.
- Aprovar el projecte educatiu i les modificacions corresponents per una majoria de tres cinquenes parts dels membres.
- Aprovar la programació general anual del centre i avaluar-ne el desenvolupament i els resultats.
- Aprovar les propostes d'acords de corresponsabilitat, convenis i altres acords de col·laboració del centre amb entitats o institucions.
- Aprovar les normes d'organització i funcionament i les modificacions corresponents.
- Aprovar la carta de compromís educatiu.
- Aprovar el pressupost del centre i el rendiment de comptes.
- Intervenir en el procediment d'admissió d'alumnes.
- Participar en el procediment de selecció i en la proposta de cessament del director o directora i en la selecció i l'acomiadament de docents, en els termes establerts per la legislació orgànica en aquesta matèria.
- Intervenir en la resolució dels conflictes i, si escau, revisar les sancions als alumnes.
- Aprovar les directrius per a la programació d'activitats escolars complementàries i d'activitats extraescolars, i avaluar-ne el desenvolupament.
- Participar en les anàlisis i les avaluacions del funcionament general del centre i conèixer l'evolució del rendiment escolar.
- Aprovar els criteris de col·laboració amb altres centres i amb l'entorn.
- Qualsevol altra que li sigui atribuïda per les normes legals o reglamentàries.[3]

## Sistema d'eleccions
Els representants del consell escolar són escollits per un període de quatre anys, però cada dos anys es convoquen eleccions per renovar la meitat dels seus membres. Les eleccions per a la renovació del consell escolar les convoca el director del centre públic o la persona titular del centre privat concertat.
Les vacants del consell escolar s'ocupen segons els resultats de les eleccions. Si un membre deixa el consell, passarà a ocupar el seu lloc la següent candidatura més votada en les darreres eleccions. Si no hi ha més candidats per cobrir la plaça, queda vacant fins a la propera renovació del consell escolar.

## Antecedents del Consell Escolar a l'estat espanyol.

### Llei General d'Educació (1970)
La Llei 14/1970, de 4 d'agost, "General de Educación y Financiamiento de la Reforma Educativa" feia esment a la participació dels pares, no pas als alumnes en l'estructura organitzativa dels centres educatius. Segons la llei, els alumnes solament podien estar representats legalment en els centres universitaris.
Concretament es dona als pares la possibilitat d'estar representats per mor dels articles:
Article 5.5. S'estimularà la constitució d'associacions de pares d'alumnes per centres, poblacions, comarques i províncies i s'establiran les vies per a la seva participació en la funció educativa.
Article 57. S'establirà la participació i coordinació entre els òrgans de govern dels centres docents i els representants de les Associacions de Pares d'Alumnes, quan es tracti de centres d'educació preescolar, General Bàsica, Educació Especial, Formació Professional de primer grau i Batxillerat
Article 70. Tot Centre d'Educació General Bàsica tindrà un Director, que estarà assistit pel Claustre de Professors i per un Consell Assessor, en el qual estaran representats els pares dels alumnes. El director serà nomenat, d'entre els professors titulars del centre, pel Ministeri d'Educació i Ciència, d'acord amb les normes reglamentàries i escoltat el Claustre i el Consell Assessor.

### Llei reguladora del Dret a l'Educació (1985)
El redactat d'aquest llei va canviar radicalment el sentit de la participació de tota la comunitat educativa en els centres.
Llei Orgànica 8/1985, de 3 de juliol, reguladora del dret a l'educació.
Article cinquè.
1. Els pares d'alumnes tenen garantida la llibertat d'associació en l'àmbit educatiu.
2. Les associacions de pares d'alumnes assumiran, entre d'altres, les següents finalitats:
a) Assistir als pares o tutors en tot allò que concerneix a l'educació dels seus fills o pupils.
b) Col·laborar en les activitats educatives dels centres.
c) Promoure la participació dels pares dels alumnes en la gestió del centre.
3. En cada centre docent podran existir associacions de pares d'alumnes integrades pels pares o tutors dels mateixos.
4. Les associacions de pares d'alumnes podran utilitzar els locals dels centres docents per a la realització de les activitats que els són pròpies, a l'efecte, els directors dels centres facilitaran la integració de les dites activitats en la vida escolar, tenint en compte el normal desenvolupament de la mateixa.
5. Les associacions de pares d'alumnes podran promoure federacions i confederacions, d'acord amb el procediment establert en la legislació vigent.
6. Reglamentàriament s'establiran, d'acord amb la Llei, les característiques específiques de les associacions de pares d'alumnes.
Article setè.
1. Els alumnes podran associar-se, en funció de la seva edat, creant organitzacions d'acord amb la Llei i amb les normes que, en el seu cas per reglament s'estableixin
2. Les associacions d'alumnes assumiran, entre d'altres, les següents finalitats:
a) Expressar l'opinió dels alumnes en tot allò que afecti la seva situació en els centres.
b) Col·laborar en la tasca educativa dels centres i en les activitats complementàries i extraescolars dels mateixos.
c) Promoure la participació dels alumnes en els òrgans col·legiats del centre.
d) Realitzar activitats culturals, esportives i de foment de l'acció cooperativa i de treball en equip.
e) Promoure federacions i confederacions, d'acord amb el procediment establert en la legislació vigent.
Article trenta-sis.
Els centres públics tindran els següents òrgans de govern:
a) Unipersonals: Director, Secretari, Cap d'Estudis i tots els altres que determinin en els reglaments orgànics corresponents.
b) Col·legiats: Consell Escolar del Centre, claustre de professors i tots els altres que determinin en els reglaments a què es refereix el paràgraf anterior.
Article quaranta-u.
1. El Consell Escolar dels centres està compost pels següents membres:
a) El Director del Centre, que n'és el president.
b) El cap d'estudis.
c) Un regidor o representant de l'Ajuntament en el terme municipal del qual hi ha el Centre.
d) Un nombre determinat de professors elegits pel claustre, que no podrà ser inferior a un terç del total dels components del Consell Escolar del Centre.
e) Un nombre determinat de pares d'alumnes i alumnes elegits, respectivament, entre els mateixos, que no podrà ser inferior a un terç del total de components del Consell. La representació dels alumnes s'establirà a partir del cicle superior de l'Educació General Bàsica.
f) El secretari del centre, que actuarà de secretari del Consell, amb veu i sense vot